# Melih Yersel
Melih Yersel (* 21. Mai 2001) ist ein türkischer Leichtathlet, der sich auf das Kugelstoßen spezialisiert hat.

## Sportliche Laufbahn
Erste internationale Erfahrungen sammelte Melih Yersel beim Europäischen Olympischen Jugendfestival (EYOF) in Győr, bei dem er mit einer Weite von 16,47 m mit der 5-kg-Kugel den sechsten Platz belegte. Im Jahr darauf belegte er dann bei den U18-Europameisterschaften ebendort mit 18,35 m den vierten Platz und gelangte im Herbst bei den Olympischen Jugendspielen in Buenos Aires auf Rang 13. 2019 schied er bei den U20-Europameisterschaften in Borås mit 17,63 m in der Qualifikation aus.
2021 wurde Yersel türkischer Hallenmeister im Kugelstoßen.

## Persönliche Bestleistungen
- Kugelstoßen (Halle): 16,67 m, 7. Februar 2021 in Istanbul